# Tycho Brahe (krater marsjański)
Tycho Brahe – krater na powierzchni Marsa nazwany na cześć duńskiego astronoma. Ma 106 km średnicy. Jest usytuowany na  południowy wschód od krateru Martz i na wschód od Hellas Planitia, jego przybliżone współrzędne areograficzne to 49° S i 146° E.